# 삼기중학교
삼기중학교(三箕中學校)는 대한민국 전북특별자치도 익산시 삼기면 간촌리에 있는 공립 중학교이다.

## 학교 연혁
- 1971년 12월 27일 : 삼기중학교 9학급 설립인가
- 1975년 1월 15일 : 제1회 졸업
- 1997년 3월 1일 : 6학급 편성
- 2011년 3월 1일 : 3학급 편성
- 2023년 9월 1일 : 제18대 김현정 교장 취임
- 2024년 1월 5일 : 제50회 졸업(8명) 총 졸업생수 5,056명

## 참고 자료
- 삼기중학교 - 한국교육학술정보원 학교알리미